# パルッツァーロ
パルッツァーロ（伊: Paruzzaro）は、イタリア共和国ピエモンテ州ノヴァーラ県にある、人口約2,200人の基礎自治体（コムーネ）。

## 地理

### 位置・広がり
| 隣接するコムーネは以下の通り。 - アローナ - ガッティコ＝ヴェルーノ (ガッティコ) - インヴォーリオ - オレッジョ・カステッロ |